# Peștera din Stânca lui Florian
Peștera din Stânca lui Florian este situată în Munții Poiana Ruscă, lângă Tomești, Timiș (la 17 km de Făget) localizată în malul drept al văii Bega Luncanilor, în apropierea fabricii de sticlă de la Tomești, Județul Timiș.